# Allium passeyi
Allium passeyi — вид трав'янистих рослин родини амарилісові (Amaryllidaceae), ендемік штату Юта, США.

## Опис
Цибулин 2–3+, яйцюваті, 1–2 × 1.2–2 см; зовнішні оболонки містять 1 або більше цибулин, світло-коричневі, сітчасті, волокнисті; внутрішні оболонки від білуватих до світло-коричневих. Листки стійкі, зелені в період цвітіння, 2–3; листові пластини плоскі, 10–20 см × 3–6 мм, краї цілі. Стеблина стійка, одиночна, прямостійна, циліндрична або ± крилато-кутова, переважно 10–20 см × 1–2.5 мм. Зонтик стійкий, прямостійний, компактний, 8–27-квітковий, півсферично-кулястий, цибулинки невідомі. Квіти дзвінчасті, 7–9 мм; листочки оцвітини прямостійні, світло-рожеві, від вузько ланцетних до ланцетно-яйцюватих, краї цілі, верхівки загострені, внутрішні коротші й вужчі, ніж зовнішні. Пиляки жовті; пилок жовтий. Насіннєвий покрив блискучий.
Період цвітіння: червень.

## Поширення
Ендемік штату Юта, США.
Населяє неглибокий, кам'янистий, літозольний ґрунт над доломітовими вапняками, вершинами пагорбів, під охороною; 1400—1600 м.